# Homo rhodesiensis
Homo rhodesiensis (Člověk rhodéský) je druh hominida popsaný na základě zkamenělé lebky z Kabwe v Zambii (dříve Severní Rhodesie). Morfologicky srovnatelné ostatky byly nalezeny v jižní (Hopefield neboli Saldana), východní (Bodo, Ndutu, Eyasi, Ileret) a severní Africe (Salé, Rabat, Dar-es-Soltane, Djbel Irhoud, Sidi Aberrahaman, Tighenif). Nejdůležitější zkameněliny jsou staré zhruba 300 000–125 000 let. Homo rhodesiensis je obvykle zařazován jako druh příbuzný Homo heidelbergensis či jako jeho africký poddruh. Někdy je považován za jeden z poddruhů druhu Homo sapiens, resp. za předchůdce poddruhu Homo sapiens idaltu.

## Objevy
Lebka z Kabwe nebo z Broken Hill 1 byla nalezena v dole na olověnou a zinkovou rudu v Broken Hill v Severní Rhodesii (nyní Zambie) v roce 1921. Nalezl jí švýcarský těžař Tom Zwiglaar. Navíc byly nalezeny i horní čelist, křížová kost, holenní kost a dva fragmenty stehenní kosti. Doposud se jedná o nejvýznamnější objev pozůstatků tohoto druhu. Další nálezy pocházejí rovněž z Afriky, ale jejich přiřazení není zcela jednoznačné a nedovoluje jasnou klasifikaci. V Saldanha (Jihoafrická republika) se našla část lebky bez čelistí a tváře, v Bodo (Etiopie) naopak jen tvář a vrchní část lebky.

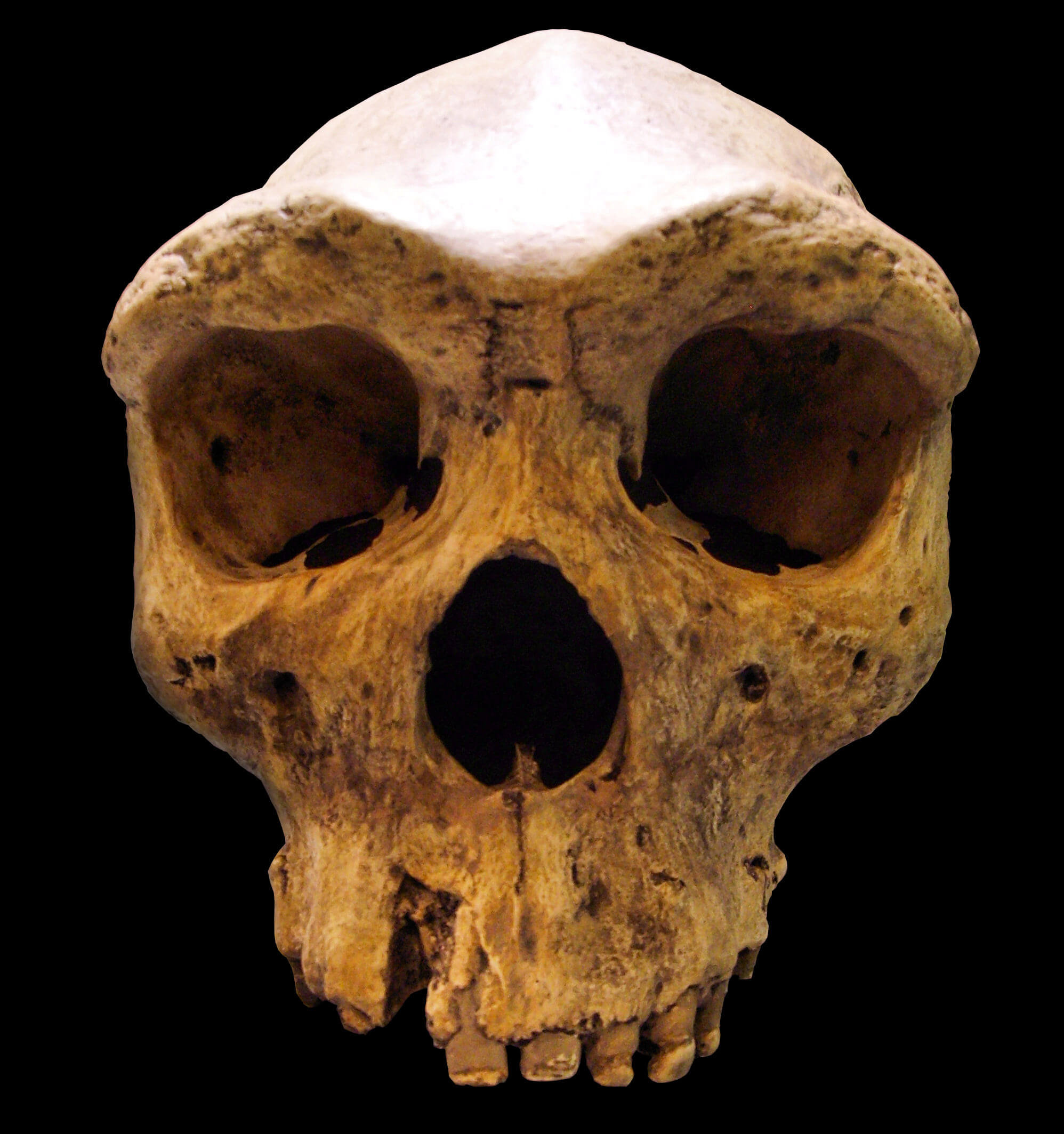
Replika lebky z Kabwe (Broken Hill)

## Vzhled

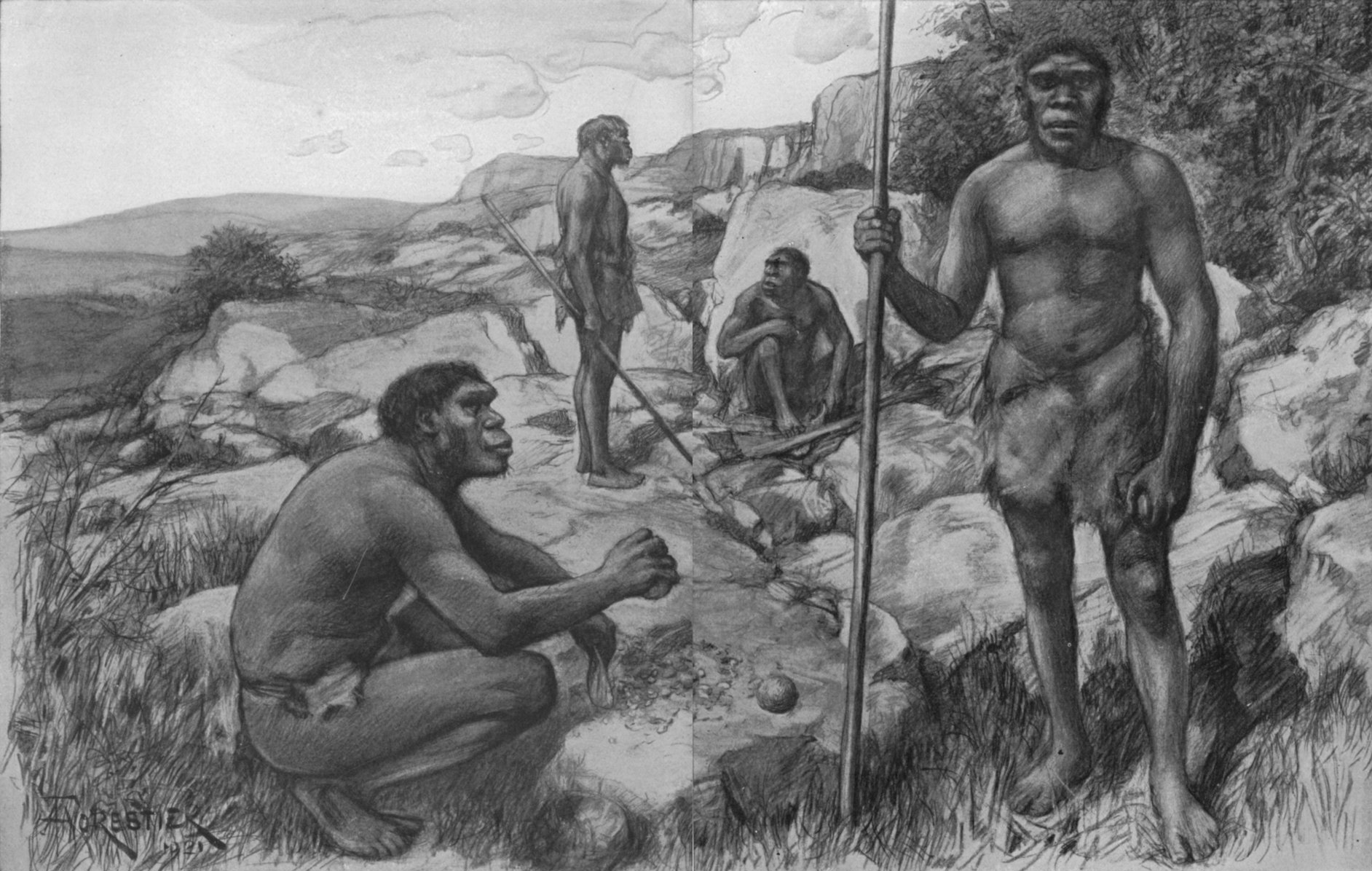
Rekonstrukce Homo rhodesiensis

Zkameněliny rhodeského muže z Kabwe jsou přibližně 125–300 tisíc let staré. Ostatní nálezy jsou zřejmě výrazně starší (až 640 000 let). Průměrná mozková kapacita téměř 1300 cm³ je větší, než u druhu Homo antecessor či u pozdních Homo erectus. Je zhruba stejná jako u Homo heidelbergensis a poněkud menší než kapacita neandertálce. Lebka je nápadná masivními nadočnicovými oblouky, relativně největšími ze všech druhů Homo. Její ostatní rysy jsou zčásti podobné lebkám neandertálců, zčásti druhu Homo sapiens. Na základě dalších kostí z Kabwe byla určena velikost jedince na 165–170 cm. Ostatní nálezy neumožňují přesnou anatomickou interpretaci.

## Klasifikace, evoluce
Většina moderních studií řadí Homo rhodesiensis do skupiny Homo heidelbergensis. Někdy je veden jako archaický Homo sapiens nebo Homo sapiens rhodesiensis. Podle paleoantropologa Tima Whitea je člověk rhodéský předchůdce poddruhu Homo sapiens idaltu.
Nalezená lebka má jednu jedinečnou zvláštnost. V zubech je celkem deset kazů. Jedná se o první známé kazy u hominida. Rozbory prokázaly, že jedinec trpěl infekcí, buď původem zubní nebo ušní, která zřejmě způsobila jeho smrt.
Kamenná industrie, která se objevuje v Africe asi 300 000 let zpátky je poněkud jemnější a lépe opracovaná než acheuléenská industrie druhu Homo erectus. Je možné, že patří právě člověku rhodéskému.